# Hanebo distrikt
Hanebo distrikt är ett distrikt i Bollnäs kommun och Gävleborgs län. Distriktet ligger omkring Kilafors i södra Hälsingland. 

## Tidigare administrativ tillhörighet
Distriktet inrättades 2016 och utgörs av Hanebo socken i Bollnäs kommun.
Området motsvarar den omfattning Hanebo församling hade 1999/2000.

## Tätorter och småorter
I Hanebo distrikt finns två tätorter och två småorter.

### Tätorter
- Kilafors
- Sibo

### Småorter
- Hallen
- Norrbyn